# Amine Gülşe
Amine Özil (née Gülşe le 30 avril 1993 à Göteborg) est une actrice et mannequin turco-suédoise ayant grandi en Suède. Elle a été couronnée Miss Turquie 2014 et a représenté son pays au concours de Miss Monde 2014.  

## Biographie
Amine Gülşe naît et grandit à Göteborg, en Suède. Sa mère est originaire d'Izmir, en Turquie, et son père est un Turkmène irakien de Kirkouk, en Irak. Elle a un frère nommé Şahan Gülşe. 
Elle déménage à Istanbul pour travailler comme actrice et modèle. Elle remporte le concours de Miss Turquie 2014 le 27 mai dans les studios Star TV à Istanbul. Elle participe à Miss Monde 2014 mais ne se qualifie pas pour la finale.  
Elle joue dans la série télévisée turque 2015 Asla Vazgeçmem,,. En 2017, Gülşe commence à fréquenter le footballeur Mesut Özil. Le couple se marie le 7 juin 2019. Le président turc Recep Tayyip Erdoğan est témoin du mariage lors de la cérémonie.